# Poseidon
Poseidon è un film catastrofico del 2006 diretto da Wolfgang Petersen. È il remake di L'avventura del Poseidon di Ronald Neame (1972) ispirato al romanzo L'avventura del Poseidon (The Poseidon adventure) scritto da Paul Gallico nel 1969.

## Trama
(Robert)
Il Poseidon, una lussosa nave da crociera, sta attraversando l'Oceano Atlantico diretta a New York. A bordo della nave si trovano, oltre ai vari passeggeri, anche l'ex dipendente della marina e giocatore d'azzardo Dylan Jones, la madre single Maggie con suo figlio Conor, l'ex pompiere e sindaco di New York Robert Ramsey, che è anche il padre di Jennifer, la coppia di fidanzati Jennifer e Chris, l'architetto Richard Nelson, il giovane maître Valentin, la giovane cantante Gloria, il capitano Michael Bradford, il petroliere alcolizzato di Dallas Lucky Larry, ed Helena, che sta andando a trovare suo fratello minore a New York. Durante la notte di Capodanno, mentre i passeggeri stanno festeggiando l'arrivo del nuovo anno, l'equipaggio avvista all'improvviso un'onda anomala alta 45 m che travolge la nave: la violenza dell'onda la capovolge senza però affondarla. Poco dopo, il capitano rassicura i passeggeri, dicendo che è stato inviato l'SOS poco prima dell'impatto, e che i soccorsi arriveranno entro poche ore: raccomanda inoltre a tutti di restare nel salone fino all'arrivo dei soccorsi, che è l'unica zona sicura di quello che rimane della nave, ma anche questo luogo viene presto invaso dall'acqua, uccidendo tutti i presenti all'interno, compresi il comandante e Gloria. Solo il gruppo formato da Dylan e Robert decide di cercare una via di fuga, riuscendo poi ad uscire dalla nave attraverso il condotto delle eliche di prua rimaste fuori dall'acqua nell'incidente. Alcuni di loro moriranno nel tentativo di salvarsi: Valentin muore cadendo nella tromba dell'ascensore, Lucky Larry viene schiacciato da un serbatoio che gli crolla addosso più avanti, Helena dopo che è rimasta impigliata sott'acqua e ha sbattuto la testa, e infine Robert, che si sacrifica per tutti nel tentativo di spegnere i motori dalla sala controllo ormai piena d'acqua, morendo poi annegato. Inizialmente la loro idea consiste nel risalire verso il fondo dello scafo (l'unica parte emersa), poi trovano un modo per uscire: le eliche di manovra prodiere. Dopo qualche minuto, una serie di esplosioni in sala macchine fa emergere la prua dall'acqua, e i superstiti riescono a uscire e a salire su una zattera di salvataggio. Successivamente verranno salvati dagli elicotteri e dalle navi della guardia costiera americana, dopo aver visto la nave affondare tra le onde.

## Riconoscimenti
Nomination al Premio oscar 2007 per i migliori effetti speciali.

## Riprese
La nave è stata creata totalmente in grafica computerizzata basandosi, per molte scene, sulle sale della Queen Mary 2.
Gli effetti speciali digitali sono stati completati dall'Industrial Light & Magic e Moving Picture Company. ILM ha utilizzato la versione più avanzata di mental ray per le foto realistiche della luce e girare le riprese, ed è stata responsabile di tutte le riprese esterne della nave. Il lavoro più complicato è stato per la scena iniziale della nave, che vanta uno dei modelli digitali più complessi mai realizzati alla ILM.
Per le simulazioni di acqua è stato utilizzato il software PhysBAM, creato in collaborazione con la Stanford University, ma anche la Hydraulx, capitanata da Greg Strause, Colin Strause e Bill Kunin, si è occupata degli effetti speciali digitali.

## Accoglienza

### Incassi
A fronte di un budget di $ 160 milioni, il film ha incassato globalmente 181 674 817 di dollari, di cui 60 674 817 negli Stati Uniti e 3 041 330 di euro in Italia.